# Siergiej Boczarnikow
Siergiej Wadimowicz Boczarnikow (ros. Сергей Вадимович Бочарников; biał. Сяргей Вадзімавіч Бачарнікаў, Siarhiej Wadzimawicz Baczarnikau; ur. 28 lutego 1988 w Charkowie) – rosyjski biathlonista, od 2015 roku reprezentujący Białoruś.
W Pucharze Świata zadebiutował 2 grudnia 2015 roku w Östersund, gdzie zajął 87. miejsce w biegu indywidualnym. Pierwsze punkty zdobył 8 stycznia 2016 roku w Ruhpolding, zajmując 36. miejsce w sprincie. Najlepsze wyniki osiągnął w sezonie 2017/2018, kiedy zajął 48. miejsce w klasyfikacji generalnej. W 2017 roku wystartował na mistrzostwach świata w Hochfilzen, zajmując między innymi 40. miejsce w biegu indywidualnym i biegu pościgowym oraz 19. miejsce w sztafecie. Na rozgrywanych dwa lata później mistrzostwach świata w Östersund  w biegu indywidualnym zajął 49. miejsce, a w sztafecie był dziesiąty. Brał też udział w igrzyskach olimpijskich w Pjongczangu w 2018 roku, plasując się na 18. pozycji w biegu indywidualnym, 42. w sprincie, 37. w biegu pościgowym, ósmej w sztafecie oraz piątej w sztafecie mieszanej. Ponadto na mistrzostwach Europy w Mińsku w 2019 roku zdobył brązowy medal w sztafecie mieszanej.

## Osiągnięcia

### Zimowe igrzyska olimpijskie
| Rok  | Miejscowość | Konkurencje | Konkurencje | Konkurencje | Konkurencje | Konkurencje | Konkurencje | Konkurencje |
| Rok  | Miejscowość | IN          | SP          | PU          | MS          | RL          | MR          | SR          |
| ---- | ----------- | ----------- | ----------- | ----------- | ----------- | ----------- | ----------- | ----------- |
| 2018 | Pjongczang  | 18.         | 42.         | 37.         | –           | 8.          | 5.          | nd.         |

### Mistrzostwa świata
| Rok  | Miejscowość | Konkurencje | Konkurencje | Konkurencje | Konkurencje | Konkurencje | Konkurencje | Konkurencje |
| Rok  | Miejscowość | IN          | SP          | PU          | MS          | RL          | MR          | SR          |
| ---- | ----------- | ----------- | ----------- | ----------- | ----------- | ----------- | ----------- | ----------- |
| 2017 | Hochfilzen  | 40.         | 45.         | 40.         | –           | 19.         | 22.         | nd.         |
| 2019 | Östersund   | 49.         | 73.         | –           | –           | 10.         | 13.         | –           |
| 2020 | Anterselva  | 81.         | 86.         | –           | –           | 9.          | 12.         | –           |
| 2021 | Pokljuka    | 68.         | 32.         | 54.         | –           | –           | 14.         | –           |

### Puchar Świata

#### Miejsca w klasyfikacji generalnej
| Sezon     | Miejsce |
| --------- | ------- |
| 2015/2016 | 99.     |
| 2016/2017 | 58.     |
| 2017/2018 | 48.     |
| 2018/2019 | 78.     |
| 2019/2020 | 48.     |
| 2020/2021 | 34.     |
| 2021/2022 | 92.     |

#### Miejsca na podium chronologicznie
Boczarnikow nigdy nie stanął na podium zawodów PŚ.